# Oxyceros kunstleri
Oxyceros kunstleri är en måreväxtart som först beskrevs av George King och James Sykes Gamble, och fick sitt nu gällande namn av Deva D. Tirvengadum. Oxyceros kunstleri ingår i släktet Oxyceros och familjen måreväxter. Inga underarter finns listade i Catalogue of Life.